# Distrito electoral federal 21 de la Ciudad de México
El XXI Distrito Electoral Federal de Ciudad de México es uno de los 300 Distritos Electorales en los que se encuentra dividido el territorio de México y uno de los 24 en los que se divide Ciudad de México. Su cabecera es la alcaldía Xochimilco.
Desde la distritación de 2005, se localiza en el extremo sur de Ciudad de México. Lo forman la mitad sur de la alcaldía Xochimilco y todo el territorio de la alcaldía Milpa Alta, lo cual lo hace el más extenso territorialmente y el que concentra la mayor población rural de CDMX. Abarca desde el pueblo de Santa Cecilia Tepetlapa hasta límites con Yecapixtla y Juchitepec

## Distritaciones anteriores
El XXI Distrito de Ciudad de México (entonces Distrito Federal) fue creado para la conformación de la XLV Legislatura que inició en 1961. Óscar Ramírez Mijares fue el primer diputado federal electo por este distrito.

### Distritación 1978 - 1996
Para la distritación de mayo de 1978, el XXI Distrito se ubicó dentro del territorio de las delegaciones Iztapalapa e Iztacalco.

### Distritación 1996 - 2005
De 1996 a 2005 el territorio del Distrito XXI era el un sector al noreste de la Delegación Álvaro Obregón, y el tercio más occidental de la Delegación Coyoacán, lindante con las Delegación Tlalpan.

### Distritación 2005 - 2017
Para la distritación de 2005, el XXI Distrito se estableció en el extremo sur del Distrito Federal, formado por la mitad sur de la Delegación Xochimilco y todo el territorio de la Delegación Milpa Alta. Su territorio cubría 129 secciones electorales.

## Diputados por el distrito
| Diputado                         | Grupo parlamentario | Legislatura | Periodo     |
| -------------------------------- | ------------------- | ----------- | ----------- |
| Óscar Ramírez Mijares            |                     | XLV         | 1961 - 1964 |
| Miguel Covián Pérez              |                     | XLVI        | 1964 - 1967 |
| Óscar Ramírez Mijares            |                     | XLVII       | 1967 - 1970 |
| Héctor Ayala Guerrero            |                     | XLVIII      | 1970 - 1973 |
| Mariano Araiza Zayas             |                     | XLIX        | 1973 - 1976 |
| Martha Andrade de Del Rosal      |                     | L           | 1976 - 1979 |
| Enrique Gómez Corchado           |                     | LI          | 1979 - 1982 |
| Everardo Gámiz Fernández         |                     | LII         | 1982 - 1985 |
| Juan José Castillo Mota          |                     | LIII        | 1985 - 1988 |
| Víctor M. Sarabía Luna           |                     | LIV         | 1988 - 1991 |
| Everardo Gámiz Fernández         |                     | LV          | 1991 - 1994 |
| Ofelia Casillas Ontiveros        |                     | LVI         | 1994 - 1997 |
| Pedro Salcedo García             |                     | LVII        | 1997 - 2000 |
| Héctor González Reza             |                     | LVIII       | 2000 - 2003 |
| Miguel Ángel Toscano             |                     | LIX         | 2003 - 2006 |
| Alejandro Sánchez Camacho        |                     | LX          | 2006 - 2009 |
| Avelino Méndez Rangel            |                     | LXI         | 2009 - 2012 |
| Alejandro Sánchez Camacho        |                     | LXII        | 2012 - 2015 |
| Claudia Villanueva Huerta        |                     | LXIII       | 2015 - 2018 |
| Flor Ivone Morales Miranda       |                     | LXIV        | 2018 - 2019 |
| Karen Ivette Audiffred Fernández | 2019 - 2021         | LXIV        |             |
| Flor Ivone Morales Miranda       |                     | LXV         | 2021 -      |
| José Carlos Acosta Ruiz          |                     | LXVI        | 2024-       |

## Resultados electorales

### 2021
|  | 44.41 % |

|  | 31.65 % |

|  | 4.58 % |

|  | 3.90 % |

|  | 3.48 % |

|  | 3.23 % |

|  | 3.00 % |

|  | 1.36 % |

|  | 4.27 % |

|  | 0.12 % |

|  | 100 % |

|  | 45.38 % |

### 2018
|  | 58.9987 % |

|  | 18.2719 % |

|  | 9.8448 % |

|  | 5.4448 % |

|  | 2.5713 % |

|  | 0.1510 % |

|  | 4.7172 % |

|  | 100.00 % |

### 2009
|  | 11.39 % |

|  | 19,64 % |

|  | 32.39 % |

|  | 8.85 % |

|  | 11.98 % |

|  | 3.71 % |

|  | 1.77 % |

|  | 0.29 % |

|  | 9.98 % |

|  | 100.00 % |

### 2006
|  | 16.75 % |

|  | 13.29 % |

|  | 57.18 % |

|  | 6.55 % |

|  | 3.65 % |

|  | 2.30 % |

|  | 100.00 % |